# Lijst van Heilig Hartbeelden in Nederland
Dit is een lijst van Heilig Hartbeelden in Nederland waarover een artikel op de Nederlandstalige Wikipedia is geschreven. De lijst is gerangschikt op alfabetische volgorde van plaatsnaam.
Heilig Hartbeelden zijn standbeelden, binnen de rooms-katholieke devotie gewijd aan het Heilig Hart van Jezus. De beelden werden in Nederland vooral in de eerste helft van de 20e eeuw in de openbare ruimte geplaatst. Een aantal daarvan wordt als gemeentelijk monument (GM) of rijksmonument (RM) beschermd.
| Artikel                                                  | Plaatsing   | Beeldhouwer                     | Locatie                                                | Mon. | Afbeelding                                          |
| -------------------------------------------------------- | ----------- | ------------------------------- | ------------------------------------------------------ | ---- | --------------------------------------------------- |
| Heilig Hartbeeld (Aarle-Rixtel)                          | 1925        | Jules Déchin                    | Aarle-Rixtel, Dorpsstraat                              | RM   |                                                     |
| Heilig Hartbeeld (Aarlanderveen)                         | 1925        |                                 | Aarlanderveen, Noordeinde                              |      |                                                     |
| Heilig Hartbeeld (Acht)                                  | 1926        | Jan Custers                     | Acht, IJsselstraat                                     | -    |                                                     |
| Heilig Hartbeeld (Alverna)                               |             |                                 | Alverna, Leemweg                                       | -    |                                                     |
| Heilig Hartbeeld (Amsterdam)                             | 1920        | Johannes Petrus Maas            | Amsterdam, Begijnhof                                   | -    |                                                     |
| Heilig Hartbeeld (Appeltern)                             | 1930        | Jan Custers                     | Appeltern, Maasdijk                                    | -    |                                                     |
| Heilig Hartbeeld (Arnhem)                                | 1934        | Johannes Petrus Maas            | Arnhem, Steenstraat                                    | -    |                                                     |
| Heilig Hartbeeld (Baardwijk)                             | 1925        | Jan Custers                     | Waalwijk, Loeffstraat                                  | -    |                                                     |
| Heilig Hartbeeld (Baarle)                                | 1930        | Louis Jacobin                   | Baarle, Nieuwstraat                                    | -    |                                                     |
| Heilig Hartbeeld (Baarlo)                                | 1921        | Atelier Thissen                 | Baarlo, Markt                                          |      |                                                     |
| Heilig Hartbeeld (Baexem)                                | 1931        | Atelier Thissen                 | Baexem, Stationsstraat                                 | -    |                                                     |
| Heilig Hartbeeld (Bakel)                                 | 1934        | Johannes Petrus Maas            | Bakel, Gemertseweg                                     | -    |                                                     |
| Heilig Hartbeeld (Bavel)                                 | 1919        |                                 | Bavel, Kerkstraat                                      |      |                                                     |
| Heilig Hartbeeld (Beek, Berg en Dal)                     | 1928        | Achilles Moortgat               | Beek (Berg en Dal), Kerkberg 1                         |      |                                                     |
| Heilig Hartbeeld (Beek, Montferland)                     | 1933        | Atelier Thissen                 | Beek (Montferland), Sint Jansgildestraat bij 54        | RM   |                                                     |
| Heilig Hartbeeld (Beek, Noord-Brabant)                   | 1925        | August Falise                   | Beek (Laarbeek), Kerkstraat bij 3                      | RM   |                                                     |
| Heilig Hartbeeld (Beers)                                 | 1922        | Jan Custers                     | Beers, Kerkeveld                                       | -    |                                                     |
| Heilig Hartbeeld (Beesel)                                | 1949        | Leo Jungblut                    | Beesel, Kerkstraat                                     |      |                                                     |
| Heilig Hartbeeld (Belcrum)                               | 1952        | Jacques van Poppel              | Belcrum (Breda), Pastoor Pottersplein                  | -    |                                                     |
| Heilig Hartbeeld (Belfeld)                               | 1943        | Victor Sprenkels                | Belfeld, Kerkstraat / Industriestraat                  | -    |                                                     |
| Heilig Hartbeeld (Berg)                                  |             | Jean Weerts                     | Berg, Monulphusplein                                   | -    |                                                     |
| Heilig Hartbeeld (Berg aan de Maas)                      | 1935        | Atelier J.W. Ramakers en Zonen  | Berg aan de Maas, Kerkstraat                           | -    |                                                     |
| Heilig Hartbeeld (Bergen op Zoom)                        | 1922        | Jean Geelen                     | Bergen op Zoom, Pastoor Joorenplein                    | -    |                                                     |
| Heilig Hartbeeld (Bergschenhoek)                         | 1955?       | Albert Meertens                 | Bergschenhoek, Smitshoek 120                           | -    |                                                     |
| Heilig Hartbeeld (Beringe)                               | 1938        | Atelier Thissen                 | Beringe, Kanaalstraat                                  | -    |                                                     |
| Heilig Hartbeeld (Berkel)                                | 1921        | Herman Lammerts                 | Berkel, Sint Willibrordstraat / Pastoor Goossensstraat | -    |                                                     |
| Heilig Hartbeeld (Beuningen)                             | 1920        | Gerd Brüx                       | Beuningen, Dorpssingel                                 | RM   |                                                     |
| Heilig Hartbeeld (Biezenmortel)                          | 1903        |                                 | Biezenmortel, Hooghoutseweg bij 3                      | RM   |                                                     |
| Heilig Hartbeeld (Bladel)                                | 1937        | Charles Vos                     | Bladel, Sniederslaan 48                                | -    |                                                     |
| Heilig Hartbeeld (Blitterswijck)                         | ca. 1952    | Wim van Hoorn                   | Blitterswijck, Plein                                   | -    |                                                     |
| Heilig Hartbeeld (Blokker)                               | 1922        | Johannes Petrus Maas            | Blokker, Westerblokker 44                              | GM   |                                                     |
| Heilig Hartbeeld (Bocholtz)                              | 1920        | Firma Pohl und Esser            | Bocholtz, Kerkstraat                                   | -    |                                                     |
| Heilig Hartbeeld (Boekel)                                | 1925?       | Atelier Van Bokhoven en Jonkers | Boekel, Kerkstraat 73                                  | -    |                                                     |
| Heilig Hartbeeld (Boerhaar)                              | 1940        | Johannes Petrus Maas            | Boerhaar, Boerhaar 41                                  | -    |                                                     |
| Heilig Hartbeeld (Borgharen)                             | 1927        | Atelier J.W. Ramakers en Zonen  | Borgharen, Kerkstraat/Schoolstraat                     | -    |                                                     |
| Heilig Hartbeeld (Boxmeer)                               | 1920        | Franz Linden                    | Boxmeer, Beugenseweg / Frans Halsstraat                |      |                                                     |
| Heilig Hartbeeld (Brachterbeek)                          | 1920        | Jan Verdonk                     | Brachterbeek, Kerkstraat                               | -    |                                                     |
| Heilig Hartbeeld (Broekhuizen)                           | 1921        | Atelier Thissen                 | Broekhuizen, Hoogstraat/Veerweg                        | -    |                                                     |
| Heilig Hartbeeld (Budel)                                 | 1930        | Jan Custers                     | Budel, Kerkstraat / Kloosterdreef                      | GM   |                                                     |
| Heilig Hartbeeld (Budel-Dorplein)                        | 1919        | onbekend                        | Budel-Dorplein, Hoofdstraat                            | -    |                                                     |
| Heilig Hartbeeld (Buggenum)                              | 1929        | Gerard Theelen en Karel Lücker  | Buggenum, Nussestraat / Dorpsstraat                    | -    |                                                     |
| Heilig Hartbeeld (Bunde)                                 | ca. 1925    |                                 | Bunde, Patronaatstraat bij 8                           | RM   |                                                     |
| Heilig Hartbeeld (Cadier en Keer)                        | 1928        | Atelier H. Parentani            | Cadier en Keer, Kerkstraat                             |      |                                                     |
| Heilig Hartbeeld (Castenray)                             | 1931        | Jac. Sprenkels                  | Castenray, Horsterweg 55                               | -    |                                                     |
| Heilig Hartbeeld (Chevremont)                            |             |                                 | Chevremont, Nassaustraat 37                            | -    |                                                     |
| Heilig Hartbeeld (Cuijk)                                 | 1927        | Aloïs De Beule                  | Cuijk, hoek Grote-/Maasstraat                          | RM   |                                                     |
| Heilig Hartbeeld (Den Dungen)                            | 1922        | Atelier Van Bokhoven en Jonkers | Den Dungen, H. Hartplein / Grinsel                     | -    |                                                     |
| Heilig Hartbeeld (Demen)                                 | 1941        |                                 | Demen, Maasdijk                                        | -    |                                                     |
| Heilig Hartbeeld (Den Haag)                              | 1923        | Aloïs De Beule / Dorus Hermsen  | Den Haag, Westeinde                                    | -    |                                                     |
| Heilig Hartbeeld (Den Hout)                              | 1924        | Atelier J.W. Ramakers en Zonen  | Den Hout, Houtse Heuvel                                | -    | Heilig Hartbeeld Schinveld                          |
| Heilig Hartbeeld (Deurne)                                | 1933        | August Hermans                  | Deurne, Kruisstraat / Kerkstraat                       | -    | Heilig Hartbeeld Deurne                             |
| Heilig Hartbeeld (Diemen)                                | 1929        | Jan Custers                     | Diemen, Hartveldseweg                                  | -    |                                                     |
| Heilig Hartbeeld (Diessen)                               | 1926        | Jan Custers                     | Diessen, Rijtseweg / Molenstraat                       | -    |                                                     |
| Heilig Hartbeeld (Dieteren)                              | 1951        | Jean Adams                      | Dieteren, Kerkstraat/Vleutstraat                       | -    |                                                     |
| Heilig Hartbeeld (Dinther)                               | 1927        | Aloïs De Beule / Dorus Hermsen  | Dinther, Zuidz.grasv. Den Dolvert (bij)                | RM   |                                                     |
| Heilig Hartbeeld (Dongen)                                | 1922        |                                 | Dongen, Gasthuisstraat bij 1                           | RM   |                                                     |
| Heilig Hartbeeld (Dongense Vaart)                        | 1930        | Albert Verschuuren              | Dongense Vaart, Vaartweg bij 108                       |      |                                                     |
| Heilig Hartbeeld (Donk)                                  | 1922        | Jan Custers                     | Donk (Laarbeek), Kapelstraat bij 31                    | RM   |                                                     |
| Heilig Hartbeeld (Dreumel)                               | 1926        | August Falise                   | Dreumel, Rooijsestraat 63                              | RM   |                                                     |
| Heilig Hartbeeld (Druten)                                | 1932        | Wim Harzing                     | Druten, Ambtshuisstraat / Kattenburg                   | -    |                                                     |
| Heilig Hartbeeld (Eerde)                                 | 1925        | Jan Custers                     | Eerde, Esdonkstraat                                    | -    |                                                     |
| Heilig Hartbeeld (Eindhoven, Augustijnenkerk)            | 1898        | Jean Geelen / Theo Cox          | Eindhoven, Tramstraat (op toren Augustijnenkerk)       | -    |                                                     |
| Heilig Hartbeeld (Einighausen)                           | 1920        | Atelier Thissen                 | Einighausen, Brandstraat/Everstraat                    | -    |                                                     |
| Heilig Hartbeeld (Ell)                                   | 1934        | Atelier Thissen                 | Ell, Niesstraat                                        | -    |                                                     |
| Heilig Hartbeeld (Erp)                                   | 1936        | Wim Harzing                     | Erp, Kerkstraat                                        |      |                                                     |
| Heilig Hartbeeld (Esch)                                  |             | Firma L. Petit                  | Esch, Dorpsstraat                                      | RM   |                                                     |
| Heilig Hartbeeld (Escharen)                              | ca. 1930    |                                 | Escharen, Burg de Bourbonplein bij 4                   | RM   |                                                     |
| Heilig Hartbeeld (Etten)                                 | 1926        | Kees Smout                      | Etten, Nummer 62                                       | RM   |                                                     |
| Heilig Hartbeeld (Eygelshoven)                           | 1930        | Atelier Cuypers                 | Eygelshoven, St. Hubertusstraat                        | -    |                                                     |
| Heilig Hartbeeld (Eys)                                   | 1919        | Atelier Thissen                 | Eys, Froweinweg/Kromhagerweg                           | -    |                                                     |
| Heilig Hartbeeld (Geffen)                                | 1930        |                                 | Geffen, Kloosterstraat 2                               | RM   |                                                     |
| Heilig Hartbeeld (Geldrop)                               | 1930        |                                 | Geldrop, Stationsstraat                                | GM   |                                                     |
| Heilig Hartbeeld (Gemert, Prins Bernhardlaan)            | 1918        | Jan Custers                     | Gemert, Prins Bernhardlaan                             | GM   |                                                     |
| Heilig Hartbeeld (Gemert, Kerkstraat)                    | 1930        | Wim Harzing                     | Gemert, Kerkstraat                                     |      |                                                     |
| Heilig Hartbeeld (Gendringen)                            |             | Louis Gasne                     | Gendringen, Pastoor Wijfkerstraat 2                    | -    |                                                     |
| Heilig Hartbeeld (Gennep)                                | 1922        | Atelier Thissen                 | Gennep, Wagenstraat / Steendalerstraat                 | -    |                                                     |
| Heilig Hartbeeld (Gestel)                                | 1925        |                                 | Gestel (Eindhoven), Hoogstraat                         | -    |                                                     |
| Heilig Hartbeeld (Geulle)                                | 1950        | Jean Weerts                     | Geulle, Oostbroek / A. Sauerlaan                       | -    |                                                     |
| Heilig Hartbeeld (Ginneken)                              | 1926        | August Falise                   | Ginneken, Ginnekenweg bij 333                          | RM   |                                                     |
| Heilig Hartbeeld (Graauw)                                | 1926        | Jan Custers                     | Graauw, Dorpsstraat 50                                 |      |                                                     |
| Heilig Hartbeeld (Groesbeek)                             | 1926        | Victor Sprenkels                | Groesbeek, Nijmeegsebaan 31 (Dekkerswald)              | GM   |                                                     |
| Heilig Hartbeeld (Groessen)                              | 1924        |                                 | Groessen, Dorpsstraat                                  | -    |                                                     |
| Heilig Hartbeeld (Gronsveld)                             | 1921        | Emille Pirotte                  | Gronsveld, Gronsvelder Kerkplein                       | -    |                                                     |
| Heilig Hartbeeld (Gulpen)                                | 1929        |                                 | Gulpen, Kapelaan Pendersplein                          | -    |                                                     |
| Heilig Hartbeeld (Haanrade, Meuserstraat)                | 1932        | Victor Sprenkels                | Haanrade                                               | RM   | HH-Beeld voor Heilig Hart van Jezuskerk in Haanrade |
| Heilig Hartbeeld (Haanrade, Kloosterbosvoetpad)          |             |                                 | Haanrade, Kloosterbosvoetpad (op begraafplaats)        | -    | HH-Beeld op de begraafplaats van Haanrade           |
| Heilig Hartbeeld (Haastrecht)                            | 1927        |                                 | Haastrecht, Grote Haven bij 10                         | -    |                                                     |
| Heilig Hartbeeld (Haren)                                 | 1929        | Atelier Van Bokhoven en Jonkers | Haren (Noord-Brabant), Lietingstraat bij 2             | RM   |                                                     |
| Heilig Hartbeeld ('s-Heerenberg)                         | 1922        |                                 | 's-Heerenberg, Emmerikseweg 13                         | RM   |                                                     |
| Heilig Hartbeeld (Heerlen, Gasthuisstraat)               | 1934        | Charles Vos                     | Heerlen, Gasthuisstraat 21                             | -    |                                                     |
| Heilig Hartbeeld (Heerlen, Tempsplein)                   | 1922        | Toon Dupuis                     | Heerlen, Tempsplein tegenover 2                        | RM   |                                                     |
| Heilig Hartbeeld (Heerlerheide)                          | 1930        | August Hermans                  | Heerlerheide, Kerkstraat, bij Sint-Corneliuskerk       | -    |                                                     |
| Heilig Hartbeeld (Heeswijk)                              | 1939        | Harrie Jonkergouw               | Heeswijk, Hoofdstraat 82                               | -    |                                                     |
| Heilig Hartbeeld (Helden)                                | 1952        | Peter Roovers                   | Helden, Rochusplein                                    | -    |                                                     |
| Heilig Hartbeeld (Hernen)                                | 1935        |                                 | Hernen, Dorpsstraat                                    | -    |                                                     |
| Heilig Hartbeeld ('s-Hertogenbosch)                      | 1925        | Aloïs De Beule / Dorus Hermsen  | 's-Hertogenbosch, Emmaplein ong tegenover 21           | RM   |                                                     |
| Heilig Hartbeeld (Heugem)                                | 1938        | Wim van Hoorn                   | Heugem, Sint Michaelsweg                               | -    |                                                     |
| Heilig Hartbeeld (Hilversum)                             | 1938        | Jozef Cantré                    | Hilversum, Doctor P.J.H. Cuypersplein                  | -    |                                                     |
| Heilig Hartbeeld (Hillegersberg)                         | 1926        | Jac. Sprenkels                  | Hillegersberg, Burg. Le Fèvre de Montignylaan          |      |                                                     |
| Heilig Hartbeeld (Hintham)                               | 1949        | Charles Grips                   | Hintham ('s-Hertogenbosch), Kerkplein                  |      |                                                     |
| Heilig Hartbeeld (Hoensbroek, Hoofdstraat)               | 1920        | Firma Van Balgooy               | Hoensbroek, Hoofdstraat 63, bij Sint-Janskerk          | -    |                                                     |
| Heilig Hartbeeld (Hoensbroek, Kerkplein)                 | 1939        | Sjef Eijmael                    | Hoensbroek, Kerkplein                                  | -    |                                                     |
| Heilig Hartbeeld (Holtum)                                | 1929        | Atelier Thissen                 | Holtum, Panneshofstraat / Martinusstraat               | -    |                                                     |
| Heilig Hartbeeld (Hoogerheide)                           | 1931        | Jan Custers                     | Hoogerheide, Raadhuisstraat 134                        | -    |                                                     |
| Heilig Hartbeeld (Horssen)                               | 1927        | Aloïs De Beule                  | Horssen, Kerkpad 2                                     | -    |                                                     |
| Heilig Hartbeeld (Huissen)                               | 1930        | August Falise                   | Het Zand, Van Wijkstraat 33                            | -    |                                                     |
| Heilig Hartbeeld (Huize Padua)                           | 1920-1925   |                                 | Huize Padua, Daniël de Brouwerstraat                   | RM   |                                                     |
| Heilig Hartbeeld (Hulsberg)                              | 1941        | Atelier Cuypers-Stoltzenberg    | Hulsberg, Raadhuisstraat-Klimmenerweg                  | -    | Heilig Hartbeeld in Hulsberg                        |
| Heilig Hartbeeld (Kaatsheuvel, Erasstraat)               | ca. 1928    |                                 | Kaatsheuvel, Erasstraat                                |      |                                                     |
| Heilig Hartbeeld (Kaatsheuvel, Hoofdstraat)              | 1921        | Jan Custers                     | Kaatsheuvel, Hoofdstraat                               |      |                                                     |
| Heilig Hartbeeld (Kerkrade)                              | 1918        | Atelier Cuypers-Stoltzenberg    | Kerkrade, Markt                                        |      | Heilig Hartbeeld in Kerkrade                        |
| Heilig Hartbeeld (Kethel)                                | 1951        |                                 | Kethel (Schiedam), Kerkweg                             |      |                                                     |
| Heilig Hartbeeld (Kilder)                                | 1926        | Atelier Thissen                 | Kilder, Hoofdstraat                                    |      |                                                     |
| Heilig Hartbeeld (Klein Haasdal)                         | 1928        |                                 | Klein Haasdal, Hermanssteeg/Krakezesteeg               | -    |                                                     |
| Heilig Hartbeeld (Klimmen)                               | 1928        | -                               | Klimmen, Klimmenderstraat/Vrijthof                     |      |                                                     |
| Heilig Hartbeeld (Krawinkel)                             | 1932        | Atelier J.W. Ramakers en Zonen  | Krawinkel, Spoorstraat                                 | -    |                                                     |
| Heilig Hartbeeld (Lemiers)                               | 1954        | Jean Weerts                     | Lemiers, Rijksweg / Klaasvelderweg                     | -    |                                                     |
| Heilig Hartbeeld (Leveroy)                               | 1925        | Atelier Thissen                 | Leveroy, Kerkstraat, naast Sint-Barbarakerk            | -    |                                                     |
| Heilig Hartbeeld (Liempde)                               | 1932        | Atelier Van Bokhoven en Jonkers | Liempde, Dorpsstraat 36                                | -    |                                                     |
| Heilig Hartbeeld (Limbricht)                             | 1921        | Jean Geelen                     | Limbricht, Pastoor Janssenstraat / De Gronckelstraat   | RM   |                                                     |
| Heilig Hartbeeld (Linden)                                | 1919        | Atelier Van Bokhoven en Jonkers | Linden, Kerkstraat bij 34                              | -    |                                                     |
| Heilig Hartbeeld (Lith)                                  | 1927        | August Falise                   | Lith, Antoon Coolenplein 1, bij Lambertuskerk          |      |                                                     |
| Heilig Hartbeeld (Lithoijen)                             | 1924        | Jan Custers                     | Lithoijen, Prelaat van den Bergplein                   |      |                                                     |
| Heilig Hartbeeld (Loosbroek)                             | 1948        | Peter Roovers                   | Loosbroek, Dorpsstraat / Schaapsdijk                   | -    |                                                     |
| Heilig Hartbeeld (Loosduinen)                            | 1929        | Leo Brom                        | Loosduinen, Loosduinse Hoofdstraat 4                   | -    |                                                     |
| Heilig Hartbeeld (Maasbracht)                            | 1924        | Jean Geelen                     | Maasbracht, Kerkplein                                  | -    |                                                     |
| Heilig Hartbeeld (Maashees)                              | 1930        |                                 | Maashees, Monseigneur Geurtsstraat                     | -    |                                                     |
| Heilig Hartbeeld (Maastricht, Bosscherweg)               | 1935        | Charles Vos                     | Maastricht, Bosscherweg                                | -    |                                                     |
| Heilig Hartbeeld (Maastricht, Tongerseweg)               | 1919        | Joseph Cuypers                  | Maastricht, Algemene Begraafplaats Tongerseweg         | -    |                                                     |
| Heilig Hartbeeld (Made)                                  | 1948        | Henri Jonkers                   | Made, Kerkstraat                                       | GM   |                                                     |
| Heilig Hartbeeld (Maren)                                 | 1933        |                                 | Maren, Oude Pastoriestraat 5                           | RM   |                                                     |
| Heilig Hartbeeld (Megchelen)                             | 1929        |                                 | Megchelen, Pastoor Mölderstraat 2                      | -    | Heilig Hartbeeld H. Martinuskerk Megchelen (1)      |
| Heilig Hartbeeld (Merselo)                               | 1923        | Heinrich Moors                  | Merselo, Kleindorp                                     | -    |                                                     |
| Heilig Hartbeeld (Mheer)                                 | 1956        | Sjef Eijmael                    | Mheer, Dorpsstraat                                     | -    |                                                     |
| Heilig Hartbeeld (Nederwetten)                           | 1930        |                                 | Nederwetten                                            | RM   |                                                     |
| Heilig Hartbeeld (Neerbeek)                              | 1943        | Jean Weerts                     | Neerbeek, Aldenhofstraat                               | -    |                                                     |
| Heilig Hartbeeld (Neeritter)                             | 1929        | Atelier Thissen                 | Neeritter, Krekelbergplein                             | -    |                                                     |
| Heilig Hartbeeld (Neerkant)                              | 1923 / 1973 |                                 | Neerkant, Dorpsstraat                                  | -    |                                                     |
| Heilig Hartbeeld (Neerloon)                              | 1943        | Albert Meertens                 | Neerloon, Maasdijk                                     | RM   |                                                     |
| Heilig Hartbeeld (Nieuwenhagen)                          | 1937        | Edmond Wesseling                | Nieuwenhagen, Hereweg / Heigank                        | -    |                                                     |
| Heilig Hartbeeld (Nieuw-Wehl)                            |             |                                 | Nieuw-Wehl, Nieuw Wehlseweg                            | -    |                                                     |
| Heilig Hartbeeld (Noorbeek)                              | 1925        | August Falise                   | Noorbeek, Pley                                         | -    |                                                     |
| Heilig Hartbeeld (Nijmegen)                              | 1952        | Albert Meertens                 | Nijmegen, Tweede Oude Heselaan                         | -    |                                                     |
| Heilig Hartbeeld (Nijnsel)                               | 1924        |                                 | Nijnsel, Lieshoutseweg 11                              | RM   |                                                     |
| Heilig Hartbeeld (Nijswiller)                            | 1929        |                                 | Nijswiller, Kolmonderstraat / Hofstraat                | -    |                                                     |
| Heilig Hartbeeld (Nistelrode)                            | 1922        | Atelier Thissen                 | Nistelrode, Laar                                       | -    |                                                     |
| Heilig Hartbeeld (Obdam)                                 | 1947        | Atelier J.P. Maas en zonen      | Obdam, Dorpsstraat                                     | -    |                                                     |
| Heilig Hartbeeld (Oerle)                                 | 1921        | Jan Custers                     | Oerle, Oude Kerkstraat                                 | -    |                                                     |
| Heilig Hartbeeld (Ohé en Laak)                           | 1930        | Wilhelm van Helden              | Ohé en Laak, Kerkstraat                                | RM   | Heilig Hartbeeld Ohé en Laak                        |
| Heilig Hartbeeld (Olland)                                | 1926        | Atelier Van Bokhoven en Jonkers | Olland, Pastoor Smitsstraat 42                         | -    |                                                     |
| Heilig Hartbeeld (Oosteind)                              | 1927        | Jan Custers                     | Oosteind (Oosterhout), Provincialeweg 86               | -    |                                                     |
| Heilig Hartbeeld (Oostelbeers)                           | 1957        | Niel Steenbergen                | Oostelbeers, Kerkstraat                                | -    |                                                     |
| Heilig Hartbeeld (Oosterbeek)                            | 1931        | August Falise                   | Oosterbeek, Utrechtseweg                               | RM   |                                                     |
| Heilig Hartbeeld (Oosterhout, Gelderland)                |             | Jan Custers                     | Oosterhout, Dorpsstraat                                | RM   |                                                     |
| Heilig Hartbeeld (Oosterhout, Noord-Brabant)             | 1921        | Dom Bellot                      | Oosterhout, Markt                                      | -    |                                                     |
| Heilig Hartbeeld (Orthen)                                | ca. 1949    | Piet Verdonk                    | Orthen, Ketsheuvel                                     | -    |                                                     |
| Heilig Hartbeeld (Oploo)                                 | 1930        | Jules Déchin                    | Oploo, Grotestraat                                     | -    |                                                     |
| Heilig Hartbeeld (Ospel)                                 | 1926        | Albert Verschuuren              | Ospel, O.L. Vrouwestraat                               | -    |                                                     |
| Heilig Hartbeeld (Oss)                                   | 1922        | August Falise                   | Oss, Berghemseweg                                      | -    |                                                     |
| Heilig Hartbeeld (Ossendrecht)                           | 1934        | Atelier J.W. Ramakers en Zonen  | Ossendrecht, Kerkstraat / Eikelhof                     | -    |                                                     |
| Heilig Hartbeeld (Ottersum)                              | 1946        | Peter Roovers                   | Ottersum, Wilhelminastraat / Sint Jansstraat           | -    |                                                     |
| Heilig Hartbeeld (Oud Gastel)                            | 1927        | Kees Smout                      | Oud Gastel, Dorpsstraat                                | RM   |                                                     |
| Heilig Hartbeeld (Oud-Geleen)                            | 1930        | Atelier J.W. Ramakers en Zonen  | Geleen, Leursstraat                                    |      |                                                     |
| Heilig Hartbeeld (Oudenbosch)                            | 1922        | Jan Custers                     | Oudenbosch, bij Parochiekerk                           | RM   |                                                     |
| Heilig Hartbeeld (Overasselt)                            | 1943        | Henri Jonkers                   | Overasselt, Hoogstraat 9                               | RM   |                                                     |
| Heilig Hartbeeld (Overhoven)                             | 1943        | Charles Vos                     | Overhoven, Geldersestraat 37                           | -    |                                                     |
| Heilig Hartbeeld (Overloon)                              | 1930        | Atelier Thissen                 | Overloon, 14 Oktoberplein                              | RM   |                                                     |
| Heilig Hartbeeld (Oijen)                                 | 1924        | Gerd Brüx                       | Oijen, Oijens Bovendijk/Bernhardweg                    | -    |                                                     |
| Heilig Hartbeeld (Papenhoven)                            | 1927        | Atelier Thissen                 | Papenhoven, Aan de Greune Poal                         | -    |                                                     |
| Heilig Hartbeeld (Posterholt)                            | 1934        | Louis Ramakers                  | Posterholt, Hoofdstraat                                | -    |                                                     |
| Heilig Hartbeeld (Pijnacker)                             | 1946        | Wim Harzing                     | Pijnacker, Meidoornlaan                                |      |                                                     |
| Heilig Hartbeeld (Raamsdonk)                             | 1927        | Jan Custers                     | Raamsdonk, Kerkplein                                   | RM   |                                                     |
| Heilig Hartbeeld (Reeuwijk-Dorp)                         | 1933        | Herman Walstra                  | Reeuwijk-Dorp, Dorpsweg 22                             | RM   |                                                     |
| Heilig Hartbeeld (Reusel)                                | 1926        | Jules Déchin                    | Reusel, Wilhelminalaan / Kerklaan                      | --   |                                                     |
| Heilig Hartbeeld (Reuver)                                | 1925        | August Falise                   | Reuver, Pastoor Vranckenlaan                           | RM   |                                                     |
| Heilig Hartbeeld (Riel)                                  | ca. 1920    |                                 | Riel, Hoek Kerkstraat en Goirleseweg                   | RM   |                                                     |
| Heilig Hartbeeld (Rimburg)                               | 1922        |                                 | Rimburg, Rinkberg / Brugstraat                         | -    |                                                     |
| Heilig Hartbeeld (Roosendaal)                            | 1921        | Victor Sprenkels                | Roosendaal, Heilig Hartplein / Gastelseweg             | -    |                                                     |
| Heilig Hartbeeld (Rucphen)                               | 1933        | Leo Jungblut                    | Rucphen, Raadhuisstraat 3                              | RM   |                                                     |
| Heilig Hartbeeld (Rijsbergen)                            | 1936-1940   | Aloïs De Beule                  | Rijsbergen, nr. 12 (tegenover)                         | RM   |                                                     |
| Heilig Hartbeeld (Sappemeer)                             | 1924        | August Falise                   | Sappemeer, Noorderstraat                               | -    |                                                     |
| Heilig Hartbeeld (Schalkhaar)                            | 1933        |                                 | Schalkhaar, Timmermansweg 34                           | -    |                                                     |
| Heilig Hartbeeld (Schaijk)                               | 1925        |                                 | Schaijk, Pastoor van Spijkplein                        | -    |                                                     |
| Heilig Hartbeeld (Scheulder)                             |             |                                 | Scheulder, Scheuldersteeg/Scheulder Dorpsstraat        | -    | Heilig Hartbeeld Scheulder                          |
| Heilig Hartbeeld (Schiedam)                              | 1931        |                                 | Schiedam, Singel, bij Liduinabasiliek                  |      |                                                     |
| Heilig Hartbeeld (Schinveld)                             | 1935        | Atelier J.W. Ramakers en Zonen  | Schinveld                                              |      | Heilig Hartbeeld Schinveld                          |
| Heilig Hartbeeld (Schijndel)                             | 1922        | Jan Custers                     | Schijndel, Markt / Van Alphenstr.                      | RM   |                                                     |
| Heilig Hartbeeld (Schoonhoven)                           | 1925        |                                 | Sint-Bartholomeüskerk (Schoonhoven)                    |      |                                                     |
| Heilig Hartbeeld (Sibbe)                                 | 1927        |                                 | Sibbe, Sibberkerkstraat                                | -    |                                                     |
| Heilig Hartbeeld (Simpelveld)                            | 1940        | Charles Vos                     | Simpelveld, Doctor Poelsplein                          | -    |                                                     |
| Heilig Hartbeeld (Sint Agatha)                           | 1919        | Atelier Cuypers                 | Sint Agatha, Kloosterlaan / Gildeweg                   | -    |                                                     |
| Heilig Hartbeeld (Sint Anthonis)                         | 1937/1938   | Wim van Hoorn                   | Sint Anthonis, De Brink                                | -    |                                                     |
| Heilig Hartbeeld (Sint Hubert)                           | 1920        |                                 | Sint Hubert, Pastoor Jacobsstraat                      | -    |                                                     |
| Heilig Hartbeeld (Sint-Jozefparochie)                    | 1923        |                                 | Sint-Jozefparochie (Deurne), Sint Jozefstraat          | -    |                                                     |
| Heilig Hartbeeld (Sint Odiliënberg)                      | 1920        |                                 | Sint Odiliënberg, Raadhuisplein/Kerkplein              | -    | Heilig Hartbeeld (Sint Odiliënberg)                 |
| Heilig Hartbeeld (Sint-Oedenrode)                        | 1922        | Jan Custers                     | Sint-Oedenrode, Kerkplein                              | -    |                                                     |
| Heilig Hartbeeld (Sittard)                               | ca. 1944    | Albert Meertens                 | Sittard, Leyenbroekerweg, bij Gemmaklooster            | -    |                                                     |
| Heilig Hartbeeld (Slenaken)                              | 1941        | Jean Weerts                     | Slenaken, Grensweg, bij Sint-Remigiuskerk              | -    |                                                     |
| Heilig Hartbeeld (Soerendonk)                            | 1946        | Victor Sprenkels                | Soerendonk, Dorpsstraat, Damenweg                      | GM   |                                                     |
| Heilig Hartbeeld (Spekholzerheide)                       |             |                                 | Spekholzerheide, Patronaatstraat                       | -    |                                                     |
| Heilig Hartbeeld (Standdaarbuiten)                       | 1953        | Leo Jungblut                    | Standdaarbuiten, Pastoor Coolenplein / Sint Janstraat  |      |                                                     |
| Heilig Hartbeeld (Steenbergen)                           | 1929        | Atelier Cuypers & Co.           | Steenbergen, Markt                                     | -    |                                                     |
| Heilig Hartbeeld (Sterksel)                              | ca. 1955    | Albert Meertens                 | Sterksel, Beukenlaan                                   | -    |                                                     |
| Heilig Hartbeeld (Stevensweert)                          | 1931        |                                 | Stevensweert, Jan van Steffeswertplein 4               | -    |                                                     |
| Heilig Hartbeeld (Steyl, Heilig Hartklooster, tuin)      |             |                                 | Steyl, Zusterstraat 20                                 | RM   |                                                     |
| Heilig Hartbeeld (Steyl, Heilig Hartklooster, tuinmuur)  | 1904?       |                                 | Steyl, Zusterstraat 20                                 | RM   |                                                     |
| Heilig Hartbeeld (Steyl, Missiehuis St. Michaël, heuvel) |             |                                 | Steyl, Sint Michaëlstraat                              | RM   |                                                     |
| Heilig Hartbeeld (Steyl, Missiehuis St. Michaël, vijver) |             |                                 | Steyl, Sint Michaëlstraat                              | RM   |                                                     |
| Heilig Hartbeeld (Steyl, Slotklooster)                   |             |                                 | Steyl, Kloosterstraat 19                               | RM   |                                                     |
| Heilig Hartbeeld (Stratum)                               | 1937        | Albert Termote                  | Stratum (Eindhoven), Pastoor Harkxplein                | -    |                                                     |
| Heilig Hartbeeld (Strijp)                                | 1927        | Aloïs De Beule / Dorus Hermsen  | Strijp (Eindhoven), Strijpsestraat                     | -    |                                                     |
| Heilig Hartbeeld (Teteringen, Hoolstraat)                | 1927?       | Atelier Van Bokhoven en Jonkers | Teteringen, Hoolstraat                                 | -    |                                                     |
| Heilig Hartbeeld (Teteringen, Oosterhoutseweg)           | 1930        |                                 | Teteringen, Oosterhoutseweg 114                        | RM   |                                                     |
| Heilig Hartbeeld (Thorn)                                 | 1925        | Louis Jacobin                   | Thorn, Hoogstraat/Kerkberg                             | -    |                                                     |
| Heilig Hartbeeld (Tilburg)                               | 1921        | August Hermans                  | Tilburg, Heuvelring bij 122                            | RM   |                                                     |
| Heilig Hartbeeld (Ubachsberg)                            | 1928        | Atelier J.W. Ramakers en Zonen  | Ubachsberg, Kerkstraat                                 |      | Heilig Hartbeeld Ubachsberg                         |
| Heilig Hartbeeld (Uden, Birgittinessenklooster)          | 1952 (1949) | Peter Roovers                   | Uden, Vorstenburg 1                                    | -    |                                                     |
| Heilig Hartbeeld (Uden, Petruskerk)                      | 1930        | Wim Harzing                     | Uden, Kerkstraat bij 26                                | RM   |                                                     |
| Heilig Hartbeeld (Ulestraten)                            | 1947        | Jean Weerts                     | Ulestraten, Sint Catharinastraat                       | -    |                                                     |
| Heilig Hartbeeld (Ulft)                                  |             | Leo Jungblut                    | Ulft, Dr. Ariënsstraat 1                               | -    |                                                     |
| Heilig Hartbeeld (Utrecht)                               | 1929        | Hans Mengelberg                 | Utrecht, Oudwijk 23                                    | -    |                                                     |
| Heilig Hartbeeld (Valkenburg)                            | 1916        | Gustaaf van Kalken              | Valkenburg, Kerkstraat                                 | -    |                                                     |
| Heilig Hartbeeld (Veghel)                                | 1924        | August Falise                   | Veghel, Heilig Hartplein                               | -    |                                                     |
| Heilig Hartbeeld (Velden)                                | 1930        |                                 | Velden, Dorpsstraat                                    | -    |                                                     |
| Heilig Hartbeeld (Velp)                                  | 1927        | Jan Custers                     | Velp, Bronkhorstweg / Pastoor Loefsweg                 | -    |                                                     |
| Heilig Hartbeeld (Venhorst)                              | 1921        | Piet Verdonk                    | Venhorst, Sint Josephplein                             | -    |                                                     |
| Heilig Hartbeeld (Venlo)                                 | 1921        | August Falise                   | Venlo, Keulsepoort                                     | -    |                                                     |
| Heilig Hartbeeld (Vlijmen)                               | 1922        | Atelier Van Bokhoven en Jonkers | Vlijmen, Julianastraat 44                              | RM   |                                                     |
| Heilig Hartbeeld (Voerendaal)                            | 1923        | Firma Pohl und Esser            | Voerendaal, Kerkplein                                  | -    |                                                     |
| Heilig Hartbeeld (Volkel)                                | 1926        | Jules Déchin                    | Volkel, Kloosterstraat bij 2                           | RM   |                                                     |
| Heilig Hartbeeld (Voorschoten)                           | 1924        | Wim Harzing                     | Voorschoten, Leidseweg 98 (kerkhof)                    | -    |                                                     |
| Heilig Hartbeeld (Vught)                                 | 1900        |                                 | Vught, Boxtelseweg 58                                  | RM   |                                                     |
| Heilig Hartbeeld (Waalre)                                | 1921        | Jan Custers                     | Waalre, Markt, bij Sint-Willibrorduskerk               | -    |                                                     |
| Heilig Hartbeeld (Waalwijk)                              | 1920        | Atelier Van Bokhoven en Jonkers | Waalwijk, Sint Antoniusplein                           | -    |                                                     |
| Heilig Hartbeeld (Waspik)                                | 1925-1927   |                                 | Waspik, Carmelietenstraat 58                           | RM   |                                                     |
| Heilig Hartbeeld (Wassenaar)                             | 1926        | Atelier J.P. Maas & Zonen       | Wassenaar, Kerkstraat 77, bij Sint-Willibrorduskerk    | -    |                                                     |
| Heilig Hartbeeld (Wateringen)                            |             |                                 | Wateringen, Herenstraat 162                            | RM   |                                                     |
| Heilig Hartbeeld (Watergraafsmeer)                       | 1955        | Jacques van der Meij            | Watergraafsmeer, Linnaeushof                           | -    |                                                     |
| Heilig Hartbeeld (Werkhoven)                             | 1930        | Albert Dresmé?                  | Werkhoven, Herenstraat 9                               | -    |                                                     |
| Heilig Hartbeeld (Wessem)                                | 1943        | Victor Sprenkels                | Wessem, Kloosterlaan                                   | -    |                                                     |
| Heilig Hartbeeld (Wijchen)                               | 1921        |                                 | Wijchen, Oosterweg                                     | -    |                                                     |
| Heilig Hartbeeld (Winssen)                               | 1927        |                                 | Winssen, Notaris Stephanus Roesstraat 37a              | -    |                                                     |
| Heilig Hartbeeld (Wintelre)                              | 1925        | Jules Déchin                    | Wintelre, Willibrordusstraat bij 37                    | RM   |                                                     |
| Heilig Hartbeeld (Woensel)                               | ca. 1930    | Marcel van Eck                  | Woensel, Sint Philomenastraat                          | -    |                                                     |
| Heilig Hartbeeld (Zeeland)                               | 1929        | Atelier J.P. Maas & Zonen       | Zeeland (Noord-Brabant)                                | RM   |                                                     |
| Heilig Hartbeeld (Zegge)                                 | 1924        |                                 | Zegge, Onze Lieve Vrouwestraat 107                     | -    |                                                     |
| Heilig Hartbeeld (Zeilberg)                              | 1922/1924   | Franz Linden                    | Zeilberg, Kerkplein                                    | -    | Heilig Hartbeeld Zeilberg Deurne                    |
| Heilig Hartbeeld (Zoeterwoude-Rijndijk)                  | 1925-1935   | Joseph Timmermans               | Zoeterwoude-Rijndijk, Hoge Rijndijk 18                 |      |                                                     |
| Heilig Hartbeeld (Zuidbuurt)                             | 1929        | Atelier J.P. Maas & Zonen       | Zuidbuurt (Zoeterwoude), Zuidbuurtseweg 14             | -    |                                                     |
| Heilig Hartbeeld (Zundert)                               | 1949        | Steph Uiterwaal                 | Zundert, Molenstraat                                   | -    |                                                     |
| Heilig Hartbeeld (Zijtaart)                              | 1922        | Jan Custers                     | Zijtaart, Pastoor Clercxstraat                         | -    |                                                     |